# Lukas Leon
Lukas Leon, pseudonimo di Lukas Sebastian Gavalas (Vantaa, 6 novembre 1997), è un rapper finlandese.

## Biografia
Nato a Vantaa e figlio di imprenditori, ha intrapreso la carriera da solista nel 2018, anno in cui ha firmato un contratto discografico con la Liiga. Attraverso quest'ultima ha messo in commercio il primo album in studio Simba, che ha trascorso quattro settimane non consecutive in vetta alla Suomen virallinen lista, rimanendo in classifica per oltre un anno e ottenendo il disco di platino con oltre 20 000 unità totalizzate in suolo finlandese. Anche la traccia XTC ha riscosso successo, collocandosi in vetta alla hit parade nazionale e venendo certificata triplo platino con più di 120 000 unità vendute. A fine anno è risultata la 5ª hit più venduta in Finlandia secondo la Musiikkituottajat. Grazie al disco ha ottenuto la candidatura nella categoria di rivelazione dell'anno agli Emma gaala, il principale riconoscimento musicale finlandese.
Sono seguiti i dischi Mä (2019) e Pimee (2021), che sono entrambi arrivati in top five della classifica degli album nazionale.

## Discografia

### Album in studio
- 2018 – Simba
- 2019 – Mä
- 2021 – Pimee

### Singoli
- 2018 – Hendrix (feat. Aleksanteri Hakaniemi)
- 2019 – Rooma (feat. Etta)
- 2019 – Cringe
- 2020 – Sydänsärkylääke
- 2020 – Kato (feat. Nelli Matula)
- 2020 – Kokkaan (feat. Kube)
- 2020 – Tottunut pimeään (feat. Hassan Maikal)
- 2021 – Hurrikaani (con Tinze e Tuuli)
- 2024 – Banksy
- 2024 – Atlas (feat. Kiki)
- 2025 – Säätänää